# Гимн Луганской Народной Республики

Гимн ЛНР — один из официальных государственных символов самопровозглашённой Луганской Народной Республики, наряду с флагом и гербом. Музыку сочинил композитор Георгий Галин, а слова песни написал поэт Владимир Михайлов. Гимн утверждён 29 апреля 2016 года Главой ЛНР Игорем Плотницким.

## Официальный текст
Над тобою победы знамёна

Развеваются тысячи лет,

Наша Родина непобеждённых,

Кто оставил в истории след!

Пусть гремят ещё грозы над краем,

Мы стояли на том и стоим:

Славу предков своих оправдаем —

Дело правое! Мы — победим!

 Луганская Народная

 Республика свободная!

 Свет солнца восходящего,

 И сотни нелёгких дорог.

 Луганская Народная

 Республика свободная!

 С нами сила земли,

 С нами воля людей,

 С нами Бог!

Мы трудом своим землю прославим,

Мы потомков достойных взрастим.

Наша Родина, наша Держава.

Твоё имя в сердцах сохраним.

И освятится сила народа

В наш единый и крепкий союз.

Будет братство в нём, честь и свобода,

И Соборная, славная Русь!

 Луганская Народная

 Республика свободная!

 Свет солнца восходящего,

 И сотни нелёгких дорог.

 Луганская Народная

 Республика свободная!

 С нами сила земли,

 С нами воля людей,

 С нами Бог!

## История создания
На церемонии инаугурации Главы ЛНР Игоря Плотницкого 4 ноября 2014 года прозвучал проект государственного гимна Республики (автор музыки — российская певица и композитор Анжелика Ютт, автор текста — поэт из Луганска Алексей Резников):
Работа по выбору Государственного гимна Луганской Народной Республики началась в июле 2015 года. Для этого Министерство культуры и Народный Совет провели творческий конкурс. На рассмотрение жюри авторы присылали как целостные работы — со словами и мелодией, так и отдельные компоненты. Конкурс проходил в три этапа. Работы оценивали выдающиеся культурные деятели Республики, а также депутаты Народного Совета ЛНР Денис Мирошниченко, Дмитрий Сидоров и Максим Дерский. Дмитрий Сидоров рассказал, что всего на рассмотрение жюри поступило 64 работы. По словам начальника отдела организационной работы Министерства культуры ЛНР Натальи Липко автором слов гимна является Владимир Михайлов, а музыка была создана Георгием Галиным, однако на самом деле это псевдонимы соответственно Владимира Зайцева и Юрия Дерского, которые по счастливому совпадению являлись сопредседателями жюри вышеупомянутого конкурса. На пленарном заседании Народного Совета ЛНР 29 апреля 2016 года Глава Луганской Народной Республики Игорь Плотницкий утвердил официальный гимн ЛНР.

## Мнения
Депутат Народного Совета Луганской Народной Республики Дмитрий Сидоров отметил:
Наконец-то у нас появился свой гимн. Это тот компонент, которого не доставало. Теперь полноценно вся государственная символика у нас есть. Это следующий шаг к тому, чтобы Луганская Народная Республика была по-настоящему международным субъектом права.